# جایزه جهانی ورزش لوریوس برای پدیده سال
جایزه جهانی لوریوس برای پیشرفت غیرمنتظره سال (جوایز لوریوس برای تازه‌وارد سال، قبل از سال ۲۰۰۷) جایزه سالانه‌ای است که از دستاوردهای آن دسته از افراد یا تیم‌هایی که در دنیای ورزش پیشرفت غیرمنتظره‌ای داشته‌اند، تجلیل می‌شود. این جایزه برای اولین بار در سال ۲۰۰۰ به عنوان یکی از هفت جایزه اصلی ارائه شده در جوایز لوریوس اهدا شد. این جوایز توسط سازمان Laureus Sport for Good، یک سازمان جهانی که در بیش از ۱۵۰ پروژه خیریه که از ۵۰۰۰۰۰ جوان حمایت می‌کند، ارائه می‌شود. اولین مراسم در ۲۵ مهٔ ۲۰۰۰ در مونت‌کارلو برگزار شد و نلسون ماندلا سخنرانی اصلی را در آن انجام داد. تا تاریخ ۲۰۲۰، فهرست کوتاه شش تیمی از نامزدهای این جایزه از سوی هیئتی متشکل از «ویراستاران، نویسندگان و پخش‌کنندگان برجسته ورزشی جهان» آمده است. سپس آکادمی جهانی ورزش لوریوس برنده‌ای را انتخاب می‌کند که در مراسم سالانه جوایز که در مکان‌های مختلف در سراسر جهان برگزار می‌شود، تندیس لوریوس که توسط کارتیه ساخته شده است، به او اهدا می‌شود. این جوایز بسیار معتبر در نظر گرفته می‌شوند و اغلب به عنوان معادل ورزشی اسکار شناخته می‌شوند.
برنده افتتاحیه این جایزه، سرخیو گارسیا گلف باز اسپانیایی بود. در طول اولین فصل خود به عنوان یک حرفه‌ای، این جوان ۱۹ ساله با یک ضربه بیشتر پشت سر تایگر وودز مسابقات قهرمانی PGA در سال ۱۹۹۹ را به پایان رساند و به جوان‌ترین بازیکنی تبدیل شد که برای تیم اروپا برای جام رایدر انتخاب شده است. تا تاریخ ۲۰۲۲، این جایزه هر ساله توسط یک ورزشکار (۴ بار زنان و ۱۸ بار مردان) برنده شده است، اگرچه هشت تیم هم نامزد این جایزه شده‌اند - تیم ملی فوتبال غنا (۲۰۰۷)، باشگاه فوتبال وولفسبورگ (۲۰۱۰)، تیم ملی کریکت افغانستان (۲۰۱۴)، تیم کاپ دیویس سوئیس (۲۰۱۵)، تیم ملی فوتبال شیلی (۲۰۱۶)، تیم ملی راگبی ۷ نفره فیجی (۲۰۱۷)، تیم ملی فوتبال ایسلند (۲۰۱۷) و باشگاه فوتبال لستر سیتی (۲۰۱۷). ورزشکاران بریتانیایی با ۵ جایزه بیش از هر ملیت دیگری جوایز را به دست آورده‌اند و پس از آن اسپانیایی‌ها با ۴ جایزه قرار دارند. تنیسورها و گلف بازان در مجموع با ۶ برد موفق‌ترین و پس از آن رانندگان فرمول یک با ۵ جایزه هستند. برنده سال ۲۰۱۷ نیکو روزبرگ راننده آلمانی فرمول یک بود. روزبرگ با شکست دادن هم تیمی خود، لوییس همیلتون، با پنج امتیاز به عنوان قهرمانی جهان در سال ۲۰۱۶، اعلام کرد که پنج روز بعد، دو ماه قبل از دریافت تندیس لوریوس خود، از این ورزش کناره‌گیری می‌کند. برنده سال ۲۰۲۲ جایزه لوریوس برای پیشرفت غیرمنتظره سال، تنیسور بریتانیایی اما ردوکانو بود.

## فهرست برندگان و نامزدها
| سال  | تصویر                      | برندگان            | ملیت                | ورزش            | نامزدها |
| ---- | -------------------------- | ------------------ | ------------------- | --------------- | --- |
| ۲۰۰۰ | Sergio García in 2004      | سرخیو گارسیا       | اسپانیا             | گلف             | کورت وارنر ( ایالات متحده آمریکا) – فوتبال آمریکایی سرنا ویلیامز ( ایالات متحده آمریکا) – تنیس |
| ۲۰۰۱ | Marat Safin in 2006        | مارات سافین        | روسیه               | تنیس            | آرون بدلی ( استرالیا) – گلف جنسون باتن ( بریتانیای کبیر) – فرمول یک خوان کارلوس فررو ( اسپانیا) – تنیس برت لی ( استرالیا) – کریکت                                                                                     |
| ۲۰۰۲ | Juan Pablo Montoya in 2002 | خوان پابلو مونتویا | کلمبیا              | فرمول یک        | کیم کلایسترس ( بلژیک) – تنیس استیون جرارد ( بریتانیای کبیر) – فوتبال ژوستین انه ( بلژیک) – تنیس اندی رادیک ( ایالات متحده آمریکا) – تنیس                                                                              |
| ۲۰۰۳ | Yao Ming in 2006           | یائو مینگ          | چین                 | بسکتبال         | دانیلا هانتوکووا ( اسلواکی) – تنیس دیوید نعلبندیان ( آرژانتین) – تنیس وین رونی ( بریتانیای کبیر) – فوتبال یوخم اویتهاگه ( هلند) – اسکیت سرعت                                                                          |
| ۲۰۰۴ | Michelle Wie in 2007       | میشل وای           | ایالات متحده آمریکا | گلف             | فرناندو آلونسو ( اسپانیا) – فرمول یک بن کورتیس ( ایالات متحده آمریکا) – گلف لبران جیمز ( ایالات متحده آمریکا) – بسکتبال روبینیو ( برزیل) – فوتبال ماریا شاراپووا ( روسیه) – تنیس                                      |
| ۲۰۰۵ | Liu Xiang in 2004          | لیو شیانگ          | چین                 | دو و میدانی     | عامر خان ( بریتانیای کبیر) – بوکس اسوتلانا کوزنتسووا ( روسیه) – تنیس لر مانودو ( فرانسه) – شنا دنی پدروسا ( اسپانیا) – موتوجی‌پی شینگ هوینا ( چین) – دو و میدانی                                                       |
| ۲۰۰۶ | Rafael Nadal in 2006       | رافائل نادال       | اسپانیا             | تنیس            | پائولا کریمر ( ایالات متحده آمریکا) – گلف لیونل مسی ( آرژانتین) – فوتبال اندی ماری ( بریتانیای کبیر) – تنیس دانیکا پاتریک ( ایالات متحده آمریکا) – اتومبیل‌رانی بن روتلیسبرگر ( ایالات متحده آمریکا) – فوتبال آمریکایی |
| ۲۰۰۷ | Amélie Mauresmo in 2007    | آملی مورسمو        | فرانسه              | تنیس            | ژاویر کارتر ( ایالات متحده آمریکا) – دو و میدانی تیم ملی فوتبال غنا ( غنا) – فوتبال لوییس همیلتون ( بریتانیای کبیر) – فرمول یک بریتا اشتفن ( آلمان) – شنا ما شیاوشو ( چین) – فوتبال                                   |
| ۲۰۰۸ | Lewis Hamilton in 2008     | لوییس همیلتون      | بریتانیای کبیر      | فرمول یک        | نواک جوکوویچ ( صربستان) – تنیس تایسون گی ( ایالات متحده آمریکا) – دو و میدانی آلبرتو کونتادور ( اسپانیا) – دوچرخه‌سواری اسکار پیستوریوس ( آفریقای جنوبی) – دو و میدانی کیسی استونر ( استرالیا) – موتوجی‌پی              |
| ۲۰۰۹ | Rebecca Adlington in 2008  | ربکا آدلینگتون     | بریتانیای کبیر      | شنا             | نواک جوکوویچ ( صربستان) – تنیس آنا ایوانوویچ ( صربستان) – تنیس آنتونی کیم ( ایالات متحده آمریکا) – گلف سباستین فتل ( آلمان) – فرمول یک زو کای ( چین) – ژیمناستیک                                                      |
| ۲۰۱۰ | Jenson Button in 2010      | جنسون باتن         | بریتانیای کبیر      | فرمول یک        | مارک کاوندیش ( بریتانیای کبیر) – دوچرخه‌سواری تام دیلی ( بریتانیای کبیر) – شیرجه خوان مارتین دل پوترو ( آرژانتین) – تنیس جیایی شین ( کره جنوبی) – گلف وولفسبورگ ( آلمان) – فوتبال                                      |
| ۲۰۱۱ | Martin Kaymer in 2012      | مارتین کایمر       | آلمان               | گلف             | کریستوف لومتر ( فرانسه) – دو و میدانی تدی تامگو ( فرانسه) – دو و میدانی لوئیس اوستویزن ( آفریقای جنوبی) – گلف ماتئو ماناسرو ( ایتالیا) – گلف توماس مولر ( آلمان) – فوتبال                                             |
| ۲۰۱۲ | McIlroy in 2013            | روری مک ایلروی     | ایرلند شمالی        | گلف             | لی نا ( چین) – تنیس اسکار پیستوریوس ( آفریقای جنوبی) – دو و میدانی محمد فرح ( بریتانیای کبیر) – دو و میدانی پترا کویتووا ( جمهوری چک) – تنیس یوهان بلیک ( جامائیکا) – دو و میدانی                                     |
| ۲۰۱۳ | Andy Murray in 2013        | اندی ماری          | بریتانیای کبیر      | تنیس            | گبریل داگلس ( ایالات متحده آمریکا) – ژیمناستیک کیرانی جیمز ( گرنادا) – دو و میدانی نیمار ( برزیل) – فوتبال یانیک آنییل ( فرانسه) – شنا یه شیون ( چین) – شنا                                                           |
| ۲۰۱۴ | Marc Márquez in 2015       | مارک مارکز         | اسپانیا             | موتوجی‌پی        | تیم ملی کریکت افغانستان ( افغانستان) – کریکت رافائل هوزدپه ( آلمان) – دو و میدانی نایرو کینتانا ( کلمبیا) – دوچرخه‌سواری جاستین راس ( بریتانیای کبیر) – گلف آدام اسکات ( استرالیا) – گلف                               |
| ۲۰۱۵ | Daniel Ricciardo in 2015   | دنیل ریکیاردو      | استرالیا            | فرمول یک        | مارین چیلیچ ( کرواسی) – تنیس ماریو گوتزه ( آلمان) – فوتبال تیم جام دیویس سوئیس ( سوئیس) – تنیس میکائلا شیفرین ( ایالات متحده آمریکا) – اسکی آلپاین خامس رودریگز ( کلمبیا) – فوتبال                                    |
| ۲۰۱۶ | Jordan Spieth in 2015      | جردن اسپیث         | ایالات متحده آمریکا | گلف             | مکس ورشتاپن ( هلند) – فرمول یک تیم ملی فوتبال شیلی ( شیلی) – فوتبال آدام پیتی ( بریتانیای کبیر) – شنا تایسون فیوری ( بریتانیای کبیر) – بوکس جیسون دی ( استرالیا) – گلف                                                |
| ۲۰۱۷ | Nico Rosberg in 2016       | نیکو رزبرگ         | آلمان               | فرمول یک        | آلماز آیانا ( اتیوپی) – دو و میدانی تیم ملی راگبی هفت نفره فیجی ( فیجی) – راگبی ۷ نفره تیم ملی فوتبال ایسلند ( ایسلند) – فوتبال لستر سیتی ( بریتانیای کبیر) – فوتبال ویده فن نیکرک ( آفریقای جنوبی) – دو و میدانی     |
| ۲۰۱۸ | Sergio Garcia in 2013      | سرخیو گارسیا       | اسپانیا             | گلف             | یانیس آنتتوکومپو ( یونان) – بسکتبال کائلب درسل ( ایالات متحده آمریکا) – شنا آنتونی جاشوا ( بریتانیای کبیر) – بوکس کیلیان امباپه ( فرانسه) – فوتبال یلنا اوستاپنکو ( لتونی) – تنیس                                     |
| ۲۰۱۹ |                            | نائومی اوساکا      | ژاپن                | تنیس            | آنا کاراسکو ( اسپانیا) – موتوجی‌پی جاکوب اینگبریگسن ( نروژ) – دو و میدانی گراینت توماس ( بریتانیای کبیر) – دوچرخه‌سواری سوفیا گوجا ( ایتالیا) – اسکی آلپاین بریانا ویلیامز ( جامائیکا) – دو و میدانی                    |
| ۲۰۲۰ | Bernal in 2019             | ایگان برنال        | کلمبیا              | دوچرخه‌سواری     | اندی روئیز ( ایالات متحده آمریکا) – بوکس بیانکا آندرسکو ( کانادا) – تنیس کوری گوف ( ایالات متحده آمریکا) – تنیس تیم ملی راگبی ۱۵ نفره ژاپن ( ژاپن) – راگبی ۱۵ نفره ریگن اسمیت ( ایالات متحده آمریکا) – شنا            |
| ۲۰۲۱ | Patrick Mahomes            | پاتریک ماهومس      | ایالات متحده آمریکا | فوتبال آمریکایی | آنسو فاتی ( اسپانیا) – فوتبال جوان میر ( اسپانیا) – موتوجی‌پی تادی پوگاچار ( اسلوونی) – دوچرخه‌سواری ایگا شفیونتک ( لهستان) – تنیس دومینیک تیم ( اتریش) – تنیس                                                          |
| ۲۰۲۲ |                            | اما ردوکانو        | بریتانیای کبیر      | تنیس            | نیراج چوپرا ( هند) – دو و میدانی دنیل مدودف ( روسیه) – تنیس پدری ( اسپانیا) – فوتبال یولیمار روخاس ( ونزوئلا) – دو و میدانی آریارن تیتموس ( استرالیا) – شنا                                                           |

## آمار
آمار تا سال ۲۰۲۲ ثبت شده است.
| کشور                | برندگان | نامزدی‌ها |
| ------------------- | ------- | -------- |
| بریتانیای کبیر      | ۵       | ۱۵       |
| اسپانیا             | ۴       | ۸        |
| ایالات متحده آمریکا | ۳       | ۱۷       |
| آلمان               | ۲       | ۷        |
| چین                 | ۲       | ۵        |
| کلمبیا              | ۲       | ۲        |
| استرالیا            | ۱       | ۶        |
| فرانسه              | ۱       | ۵        |
| روسیه               | ۱       | ۳        |
| ژاپن                | ۱       | ۱        |
| ایرلند شمالی        | ۱       | ۱        |
| آفریقای جنوبی       | ۰       | ۴        |
| آرژانتین            | ۰       | ۳        |
| صربستان             | ۰       | ۳        |
| بلژیک               | ۰       | ۲        |
| برزیل               | ۰       | ۲        |
| ایتالیا             | ۰       | ۲        |
| جامائیکا            | ۰       | ۲        |
| هلند                | ۰       | ۲        |
| افغانستان           | ۰       | ۱        |
| اتریش               | ۰       | ۱        |
| کانادا              | ۰       | ۱        |
| شیلی                | ۰       | ۱        |
| کرواسی              | ۰       | ۱        |
| جمهوری چک           | ۰       | ۱        |
| اتیوپی              | ۰       | ۱        |
| فیجی                | ۰       | ۱        |
| غنا                 | ۰       | ۱        |
| گرنادا              | ۰       | ۱        |
| یونان               | ۰       | ۱        |
| ایسلند              | ۰       | ۱        |
| ژاپن                | ۰       | ۱        |
| کره جنوبی           | ۰       | ۱        |
| لتونی               | ۰       | ۱        |
| نروژ                | ۰       | ۱        |
| لهستان              | ۰       | ۱        |
| اسلواکی             | ۰       | ۱        |
| اسلوونی             | ۰       | ۱        |
| سوئیس               | ۰       | ۱        |
| هند                 | ۰       | ۱        |
| ونزوئلا             | ۰       | ۱        |

| ورزش            | برندگان | نامزدی‌ها |
| --------------- | ------- | -------- |
| تنیس            | ۶       | ۲۲       |
| گلف             | ۶       | ۱۰       |
| فرمول یک        | ۵       | ۵        |
| دو و میدانی     | ۱       | ۱۷       |
| شنا             | ۱       | ۷        |
| دوچرخه‌سواری     | ۱       | ۵        |
| موتوجی‌پی        | ۱       | ۴        |
| فوتبال آمریکایی | ۱       | ۲        |
| بسکتبال         | ۱       | ۲        |
| فوتبال          | ۰       | ۱۷       |
| بوکس            | ۰       | ۴        |
| اسکی آلپاین     | ۰       | ۲        |
| کریکت           | ۰       | ۲        |
| ژیمناستیک       | ۰       | ۲        |
| اتومبیل‌رانی     | ۰       | ۱        |
| شیرجه           | ۰       | ۱        |
| راگبی ۷ نفره    | ۰       | ۱        |
| اسکیت سرعت      | ۰       | ۱        |
| راگبی ۱۵ نفره   | ۰       | ۱        |